# Deutschland (Schiff, 1926)
Die Deutschland war das erste Fahrgastschiff der Berliner Reederei Winkler.

## Geschichte
1926 stiegen die Brüder Otto und Eduard Winkler, Söhne des Werftbesitzers Franz Winkler, in das Reedereigeschäft in Berlin ein. Mit ihrer 1925/26 auf der väterlichen Werft gebauten Deutschland führten sie ab Pfingsten von einer Anlegestelle in der Nähe der Wallstraße beim Spittelmarkt aus Ausflugsfahrten durch.
Diese erste Deutschland der Reederei war zunächst 21,94 Meter lang und 4,20 Meter breit und hatte einen Tiefgang von 0,96 Metern. Das Schiff, das mit einem 75-PS-Dieselmotor ausgestattet war, durfte 260 Personen befördern. Es war ein auch für den Winterbetrieb ausgerüstetes Salonschiff mit Heizung und ähnelte der 1924 ebenfalls auf der Winklerschen Werft gebauten Pik As der Reederei Schmidt. Wie die Pik As war auch die Deutschland mit runden Marmortischen ausgestattet. 
Schon 1929 verkauften die Gebrüder Winkler dieses Schiff an die Reederei F. Müller & Söhne in Erkner weiter und ersetzten es durch ihr zweites Schiff namens Deutschland; später bauten sie sich noch eine dritte Deutschland.
Der neue Besitzer Franz Müller taufte die 1926 gebaute Deutschland in Bremen um.
Zu Müllers Flotte gehörte schon seit 1928 ein weiteres bei den Gebrüdern Winkler gebautes Fahrgastschiff, die Imperator. Die Bremen war Müllers zweiter großer Glattdecker.
1935 durften mit der Bremen noch 200 Personen befördert werden. Damit war sie nur noch das drittgrößte Schiff der Müllerschen Flotte, die damals außer der Bremen und der Imperator noch die Schiffe Imperator II (ex Silesia), Freya, Fortuna und Venus umfasste. Aber 1936 wurde die Bremen umgebaut und auf 34,1 Meter verlängert; der bislang flache Boden des Schiffes wurde mit einem Kiel versehen. Nach dem Umbau durften mit der Bremen 361 Personen befördert werden.
1946 büßte die Reederei die Bremen, die Imperator, die Imperator II und die Fortuna ein: Die Schiffe wurden von der Sowjetunion als Reparaturleistung beansprucht und abtransportiert. Die Bremen soll in der Sowjetunion den Namen Puschkin erhalten haben.
Die drei Söhne Franz Müllers hatten danach nur noch das Wrack der Venus, die Emden (ex Sei friedlich, 1939 von der Reederei Fritz Habermann übernommen) und die Freya zur Verfügung. Sie ließen die Venus, die am 8. März 1944 nach einem Bombenvolltreffer ausgebrannt war, auf der Werft der Gebrüder Winkler neu aufbauen und verlängern. 
Während die Gebrüder Winkler mit ihrer dritten Deutschland 1953 nach Westberlin flohen und dort ihre Reederei weiterführen konnten, blieben die Müllerschen Schiffe in der DDR. 
Der VEB Fahrgastschiffahrt Berlin übernahm die Venus im Jahr 1964 und gab ihr 1970 den Namen Werlsee. Die Emden kam 1967 als Berlin zur Weissen Flotte Potsdam, wo sie bis 1971 im Einsatz war. Die Freya war ab 1969 als Milan in Lychen beheimatet.